# 2010 na televisão

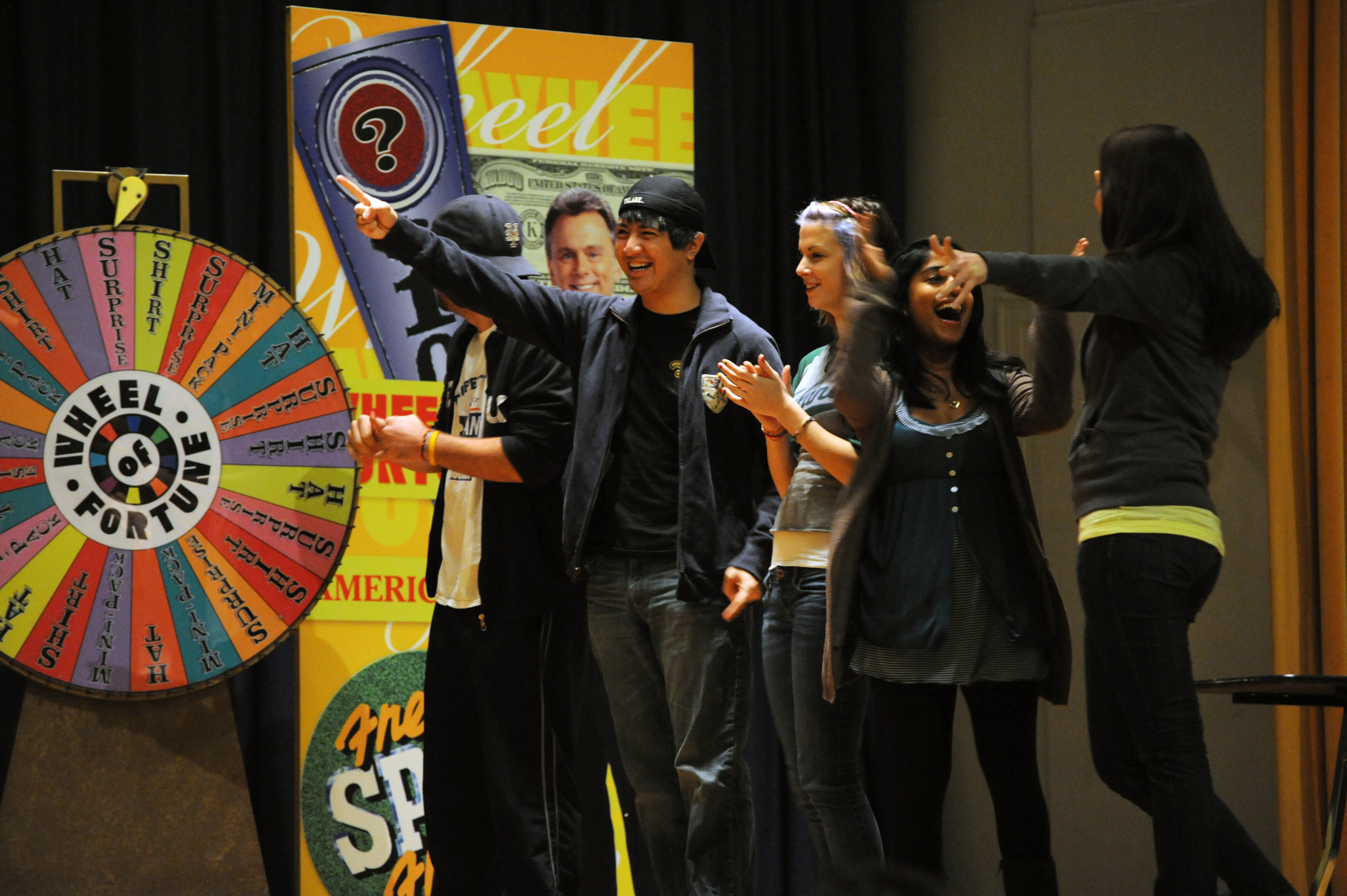
Roda da fortuna

Nesta página encontram-se os fatos, estreias e términos sobre televisão que aconteceram durante o ano de 2010.

## Programas

### Janeiro
- 9 de janeiro - Estreia A Tela mágica de Zeke na YTV
- 18 de janeiro - Estreia Life Unexpected na The CW
- 22 de janeiro
  - Hope for Haiti Now: A Global Benefit for Earthquake Relief na MTV Networks falando do Sismo do Haiti de 2010
  - foi fundado o canal de televisão SportTV Golfe HD, um canal dedicado ao golfe com transmissão em HD
- 24 de Janeiro - Estreia Destino Imortal no canal português TVI

### Fevereiro
- 1 de fevereiro
  - Estreia Zacatillo - un lugar en tu corazòn, uma novela mexicana produzida pelo Canal de las Estrellas
  - Estreia Nineteens, uma novela moçambicana exibida na Televisão Independente de Moçambique
- 2 de fevereiro - Inicia-se nos Estados Unidos a sexta e última temporada de Lost, evento considerado o "evento televisivo do ano".
- 7 de fevereiro - Termina Destino Imortal na TVI
- 11 de fevereiro - Estreia a vigésima temporada do reality show americano Survivor: Heroes vs. Villains
  - Fundado o canal de televisão Fórmula 1 TV, pertence a Sport TV
- 22 de fevereiro - Estreia o programa-noticiário Sinais do Fogo com o jornalista Miguel Sousa Tavares na SIC
- 23 de fevereiro - Estreia o programa de humor Notícias em 2ª mão na SIC

### Março
- 8 de março - Estreia a novela mexicana Niña de mi corazónàs 16h00  na Televisa
- 14 de março - Estreia The Pacific, na HBO
- 25 de março - Termina Nineteens, uma novela moçambicana exibida na Televisão Independente de Moçambique.
- 27 de março - Estreia a série Victorious na Nickelodeon dos EUA.

### Abril
- 4 de abril - Estreia a série Boa Sorte, Charlie! da Disney dos EUA.
- 19 de abril - Estreia Soy tu dueña na Televisa
- 28 de abril - Estreia Happy Town no ABC

### Maio
- 4 de maio - Fim de Lost na ABC
- 7 de maio
  - Estreia Llena de amor  às 20h na Televisa.
  - Estreia The Event na NBC.
- 8 de maio - Estreia Kick Buttowski na Disney XD.
- 12 de maio - Termina a série The New Adventures of Old Christine na CBS nos EUA.
- 16 de maio - Termina a vigésima temporada de Survivor: Heroes vs. Villains.
- 27 de maio - Estreia 100 Questions na NBC

### Junho
- 7 de junho - Estreia Persons Unknown na NBC
- 8 de junho - Estreia a série  Pretty Little Liars na Freeform (antiga ABC Family) nos EUA, com o episódio "Pilot", com as atrizes Troian Bellisario, Ashley Benson, Lucy Hale, Shay Mitchell e Sasha Pieterse como as protagonistas.

### Julho
- 30 de julho - Estreia a 4ª temporada da série iCarly na Nickelodeon dos EUA, com o episódio "iGot a Hot Room".

### Setembro
- 10 de setembro - Estreia a Nova Série do Disney XD Pair of Kings nos EUA.
- 11 de setembro - ** O seriado Caillou passa a ser exibido em HD até 3 de outubro.
- 20 de setembro - Estreia a série Mike & Molly na CBS nos EUA.

### Outubro
- 3 de outubro - Termina a série infantil Caillou no PBS Kids.
- 10 de outubro - Estreia o canal americano The Hub substituindo o canal Discovery Kids nos EUA

### Novembro
- 02 de novembro - Estreia a série The Walking Dead na FOX
- 02 de novembro - Barney e Seus Amigos é cancelado pela própria PBS Kids.
- 07 de novembro - O Disney Channel dos EUA estreia a Nova Série Shake it Up
- 12 de novembro - Estreia a 4º temporada da Série Os Feiticeiros de Waverly Place no  Disney Channel Americano

## Por país
- 2010 na televisão brasileira

## Nascimentos
| Data           | Nome              | Profissão | Nacionalidade  | Observações | Ref |
| -------------- | ----------------- | --------- | -------------- | ----------- | --- |
| 4 de maio      | Brooklynn Prince  | atriz     | Estados Unidos |             |     |
| 1 de agosto    | Jude Hill         | ator      | Irlanda        |             |     |
| 10 de novembro | Christian Convery | ator      | Canadá         |             |     |

## Mortes
| Data | Nome | Profissão | Nacionalidade | Observações | Ref |
| ---- | ---- | --------- | ------------- | ----------- | --- |